# (3419) Guth
(3419) Guth (1981 JZ) – planetoida z pasa głównego asteroid okrążająca Słońce w ciągu 5,76 lat w średniej odległości 3,21 j.a. Odkrył ją Ladislav Brožek 8 maja 1981 roku.